# Tössbrücke (A1)
Die Tössbrücke, auch Schlosstalbrücke genannt, ist eine 162 Meter lange Autobahnbrücke im Winterthurer Stadtkreis Wülflingen. Im Oktober 1966 stürzte die Brücke noch während ihres Baus ein und musste erneut aufgebaut werden.

## Lage
Die Brücke liegt zwischen den Autobahnanschlüssen Winterthur-Töss und Winterthur-Wülflingen der Autobahn A1 und überquerst in schrägem Winkel den Fluss Töss, die der Brücke den Namen gibt, sowie die ebenfalls darunterliegende Schlosstalstrasse.

## Geschichte

### Brückeneinsturz
Am Donnerstagmorgen, 27. Oktober 1966, um 7 Uhr stürzte das Lehrgerüst mitsamt der noch im Bau befindlichen 23 Meter breiten Brücke zusammen ein. Der Einsturz  erfolgte kurz vor Abschluss der Betonierungsarbeiten am Morgen nach einer regnerischen Nacht.
Zum Zeitpunkt des Einsturzes befanden sich 38 Mitarbeiter auf der Baustelle. Beim Einsturz des Bauwerks waren teilweise noch Bauarbeiter in den betonierten Kästen eingeschlossen, wobei diese beim Einsturz nicht einbrachen, was wohl massgeblich dazu beitrug, dass der Brückeneinsturz keine Todesopfer forderte. Insgesamt mussten nach dem Unfall insgesamt 17 verletzte Personen, darunter 6 Bauarbeiter mit Knochenbrüchen und Prellungen, hospitalisiert werden. Die Räumung der 7'000 Tonnen Trümmer lockte in den darauffolgenden Tagen tausende Schaulustige an, die teilweise auch aus dem Ausland anreisten. Der Einsturz verursachte eine geschätzte Schadenssumme von rund 3 Millionen Franken, die von einer Versicherung getragen wurde. Als Ursache für den Einsturz wurde später eine zu hohe Belastung der Stahlträger eruiert.
Im Rahmen der rechtlichen Aufarbeitung wurde fünf Jahre nach dem Unglück der verantwortliche Bauingenieur wegen fahrlässiger Gefährdung durch Verletzung der Baukunderegeln zu einer Busse von achthundert Franken sowie einer teilweise Übernahme der Verfahrenskosten in der Höhe von 11'500 Franken plus Kosten der Vorinstanzen verurteilt. Ein zweiter angeklagter Ingenieur wurde vom Bezirksgericht freigesprochen.

### Wiederaufbau und Betrieb
Der erfolgreiche Wiederaufbau der Brücke konnte Anfang April 1968 vermeldet werden, rechtzeitig vor der planmässigen Eröffnung des Autobahnabschnitts. Am 19. September 1968 wurde die Brücke zusammen mit dem neuen Autobahnabschnitt von Winterthur-Töss bis Ohringen eröffnet.
Erstmals nach der Eröffnung wurde die Brücke in den Jahren 1995 und 1996 einer Teilrevision unterzogen. Aufgrund des baulich schlechten Zustands wurde die Instandsetzung der Brücke jener des restlichen Autobahnabschnitts vorgezogen und von März 2014 bis Juli 2015 für 10 Millionen Franken durchgeführt.